# Парадокс чайного листа
Парадокс чайного листа — физический парадокс, заключающийся в том, что при размешивании чая в чашке круговыми движениями ложкой, мы наблюдаем, как чаинки собираются в центре чашки на дне, в то время как «здравый смысл» указывает нам на то, что под действием центробежной силы они должны были бы разместиться по краю.
Механизм этого эффекта раскрыл Альберт Эйнштейн, приведя его в качестве примера, предложенного им для объяснения закона Бэра.

«Парадокс чайного листа» Синим пунктиром обозначена вторичная циркуляция

«Представим чашку с плоским дном, полную чая. На дне имеется несколько чаинок, которые остаются там, так как оказываются тяжелее вытесняемой ими жидкости. Если с помощью ложки заставить жидкость вращаться, то чаинки быстро соберутся в центре дна чашки. Объяснение этого явления заключается в следующем: вращение жидкости приводит к появлению центробежных сил. Эти силы сами по себе не могли бы привести к изменению потока жидкости, если бы последняя вращалась как твёрдое тело. Но по соседству со стенками чашки жидкость удерживается благодаря трению, так что угловая скорость, с которой она вращается, оказывается меньше, чем в других местах, близких к центру. В частности, угловая скорость вращения, а следовательно и центробежная сила, будет меньше вблизи дна, чем вдали от него. Результатом этого является круговое движение, подобное изображённому на рисунке, которое возрастает до тех пор, пока под действием трения не станет стационарным. Чаинки сносятся в центр круговым движением, чем доказывают его существование».— Альберт Эйнштейн  (из доклада на собрании Прусской академии наук 7 января 1926 г.)
Здесь важно то, что чашка неподвижна. Если же привести чашку во вращение, то после установления твёрдотельного вращения жидкости, вращающейся вместе с чашкой, чаинки, под действием центробежной силы, соберутся на периферии.

## Применение
Это явление использовалось для разработки нового метода отделения красных кровяных телец от плазмы крови, для понимания систем атмосферного давления, а также в процессе пивоварения для отделения коагулированного осадка в водовороте, оно же даёт вихревой эффект в трубке Ранка, где более тяжёлый холодный газ выходит по центральной оси вихревой трубки, а более лёгкий горячий - вдоль стенки.